# Clara Büttiker
Clara Büttiker (* 27. September 1886 in Olten; † 11. Februar 1967 ebenda) war eine Schweizer Journalistin, Frauenrechtlerin und Schriftstellerin. Zeit ihres Lebens hat sie sich für die Gleichstellung von Mann und Frau eingesetzt.

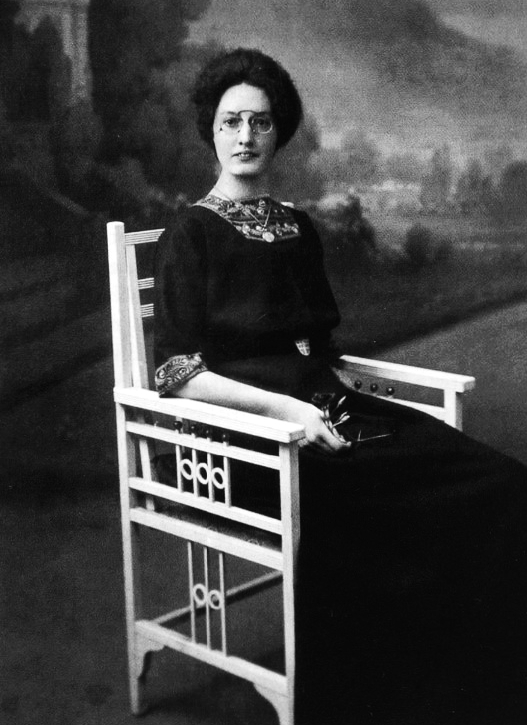
Clara Büttiker, 1920

## Leben und Werk
Clara Büttiker wuchs mit ihrer älteren Schwester Frieda (* 1883) in Olten auf. Ihre Eltern waren der Oltner Stadt- und Bürgerschreiber Eduard Büttiker (1852–1917) und Bertha, geborene Zoller (1859–1898). Nach der obligatorischen Schulzeit folgte ein Welschland-Aufenthalt, darauf der Besuch der Handelsschule und später derjenige der École des Beaux-Arts in Neuenburg. Der dortige Literaturprofessor unterstützte ihr schriftstellerisches Talent. So schrieb Büttiker Gedichte und den Roman «Höhenmenschen», der 1910 im Verlag Sauerländer in Aarau erschien. 1912 trat sie dem Schweizerischen Schriftsteller-Verein bei.
Büttiker war schon früh an gesellschaftlichen Frauenthemen interessiert. So gründete sie 1911 den Schweizerischen Frauenkalender und fungierte gleichzeitig als Redaktorin, Akquisitorin und Verlegerin. Die Zeitschrift bot eine Plattform für Büttikers eigene Werke und für andere Frauen, die ihre Arbeiten auf sozialem, handwerklichem und künstlerischem Gebiet publizieren wollten. Auch ermunterte die Zeitschrift die Frauen zu weiteren «emanzipatorischen Tätigkeiten». Nach der Fusion mit dem Jahrbuch der Schweizerfrauen wurde auch über politische Themen berichtet.
Neben ihren eigenen Arbeiten schrieb Büttiker eine grosse Anzahl an Biografien über Frauen, die sich auf den Gebieten der Malerei, Musik und Volkskunst betätigt hatten, und veröffentlichte Erzählungen u. a. von Cécile Lauber, Elisabeth Thommen und Lisa Wenger. Für ihre Arbeit erhielt Büttiker mit der Zeit immer mehr Anerkennung, auch weil ihr Kalender von grossen Frauenverbänden für ihre Anliegen benutzt und Büttikers schriftstellerische Arbeiten geschätzt wurden. 1961, an ihrem 75. Geburtstag, übergab sie die Redaktion des Schweizerischen Frauenkalenders der bekannten Radiomitarbeiterin Trudi Weder-Greiner (1911–2002).
Für die 1919 gegründete Zeitung Der Schweizer Demokrat betreute Büttiker im Mai, im September und im Dezember 1920 eine Nummer redaktionell. Sie verfasste für die Zeitung auch Berichte über Versammlungen der Jungfreisinnigen, schrieb Gedichte und Erzählungen. Büttiker schrieb auch für andere Tageszeitungen und illustrierte Wochenzeitungen. Ihre Gedichte wurden zum Teil von Willy Rössel (1877–1947) vertont.
Als Büttiker wegen einer Grippe-Erkrankung ab Mitte 1921 in Davos einen Kuraufenthalt machte, befreundete sie sich dort mit der sich in Kur befindenden, aus Basel stammenden Emma Laub. Als beide wieder gesund waren, übernahmen sie zusammen eine Buchhandlung mit dazugehörigem Papeterie-Geschäft in Davos.
Büttiker litt seit ihrer Kindheit an einem Augenleiden, und die schwächer werdende Sehkraft bewog sie und ihre Freundin Emma 1945, nach Olten zu ziehen, wo sie am Fluhweg 15 lebten. Da Büttiker fast erblindete, war die Unterstützung ihrer Freundin umso wichtiger, und als diese 1963 verstarb, begann für Büttiker eine schwere Zeit.
Clara Büttiker verstarb in Olten vier Jahre vor der Einführung des Frauenstimm- und Wahlrechts. Zeit ihres Lebens hat sie sich für die Gleichstellung von Mann und Frau eingesetzt. Im Stadtarchiv Olten werden ihr Nachlass und sämtliche Ausgaben des Frauenkalenders aufbewahrt.